# Lachnus salicellis
Lachnus salicellis är en insektsart som beskrevs av Fitch 1851. Lachnus salicellis ingår i släktet Lachnus och familjen långrörsbladlöss. Inga underarter finns listade i Catalogue of Life.